# Conrado del Campo
Conrado del Campo y Zabaleta (Madrid, 28 d'octubre de 1878 - Madrid, 17 de març de 1953), compositor, director d'orquestra i professor espanyol.

## Biografia
Va estudiar en el Conservatori de Madrid amb Hierro, Monasterio, Fontanilla i Serrano. També va rebre lliçons de Ruperto Chapí. Sent un excel·lent violinista i violista, va formar part de l'orquestra simfònica del Teatro Real i d'un grup de cambra, el Cuarteto Francés, creat a Madrid l'any 1903 i que alguns anys després va passar a anomenar-se Quinteto de Madrid, en incorporar-se Joaquín Turina com a pianista, quartet/quintet que va fer molt per generar entusiasme per la música de cambra a la ciutat de Madrid. L'any 1899 va guanyar el primer premi per la seua primera obra orquestral, el poema simfònic Ante las ruinas, que Tomás Bretón va estrenar l'any següent en la Societat de Concerts.
Del Campo va obtenir la càtedra de composició en el Conservatori de Madrid el 1915, on va destacar per la seua amplitud de criteri i pel seu coneixement dels últims corrents del món musical. La seua constant inquietud i estudi, més enllà de l'oficial, li van proporcionar una vasta cultura musical i humanística. Conrado del Campo era un músic polifacètic: tocava la viola i el violoncel, componia, dirigia orquestres, exercia la crítica musical i ensenyava en el Conservatori com a catedràtic de composició. La seua producció és molt elevada: quasi vint òperes i altres tantes sarsueles, una trentena d'obres de cambra, quinze simfonies, més de trenta partitures per a cant i piano i obres religioses i fins i tot per al cine. Aquest centenar llarg de composicions són avui quasi desconegudes. Alguns dels seus alumnes del Conservatori van ser després compositors, intèrprets i musicòlegs d'Espanya i Llatinoamèrica, com per exemple Luis Lerate Santaella.
Encara que del Campo no va renunciar al nacionalisme que va heretar dels seus mestres, per pròpia iniciativa i instrucció es va allunyar de l'influent estil francés de la seua joventut i es va interessar per la música alemanya, des dels quartets tardans de Beethoven fins a l'orquestra de Wagner i, sobretot, la poètica de Richard Strauss. Les seues obres més importants són La divina Comedia (1909) i Fantasia castellana (1939).
Quan Debussy va escoltar La Divina Comedia de del Campo a París el 1913 va notar l'afinitat amb els poemes simfònics de Richard Strauss. Com Strauss, del Campo tenia una sensibilitat romàntica i tendència cap a l'idealisme, encara que el profund caràcter nacionalista de la seua obra semblara alié a les seues posteriors actituds. A causa d'aquesta substancial dicotomia entre la inspiràcio hispànica i la germànica, la música de del Campo sembla arribar de vegades a un punt de compromís semblant a aquell dels compositors acadèmics i antiimpressionistes.
En aquest sentit, malgrat l'ús de melodies, cadències i modes populars, del Campo pot ser considerat com l'oposat estilístic a Manuel de Falla. Va ser probablement l'únic compositor espanyol a emprar la melodia sense fi i el leitmotif wagnerians, ambdós presents en els seus poemes simfònics.
En les seues nombroses obres escèniques hi ha diferències més notòries entre del Campo i Strauss, tant estètiques com en procediments, ja que del Campo tractava continguts i idees espanyoles en les seus òperes i sarsueles, una preferència inevitablement reflectida en la música. Un dels aspectes més interessants de la seua creació dramàtica i orquestral és la conciliació entre un caràcter popular espanyol, de vegades reafirmat amb al·lusions regionals específiques, i les sonoritats orquestrals de Wagner i Strauss.
La música de cambra de del Campo és la part de la seua producció que més al·ludeix al passat i refleteix la seua admiració pels quartets tardans de Beethoven, que a més va interpretar durant tota la seua vida, deixant-hi una marca important però sense cap prova d'imitació.

## Obres

### Música instrumental
- Ante las ruinas, (1899).
- La divina Comedia (1909)
- Fantasía castellana (1939).
- Ofrenda (1934)
- Evocación y Nostalgia de los Molinos de Viento (Obertura Poemàtica)
- Seis Pequeñas Composiciones: I: Preludio (Molto tranquilo) II: Allegretto III: Lentamente (Luis de Gongora) IV: Allegro con moto, gracioso y popular (Luis de Gongora) V: Moderado tranquilo siempre soñador y misterioso VI: Animado y alegre, con carácter popular (Luis de Gongora)
- Quartet de corda núm. 5, "Caprichos románticos" (1908), inspirat en Gustavo Adolfo Bécquer: 1 – Preludio, muy tranquilo. ("Yo sé un himno gigante"), 2 – Scherzo, vivo y caprichoso ("Espíritu sin nombre"), 3 – Andante, tranquilo muy intenso y dramático ("Dejé la luz a un lado"), y 4 – Final, bastante lento y muy severo ("Primero es un albor trémulo y vago").
- Quartet de corda núm. 13 en La major, "Carles III": 1– Majeza y señorío, 2 – Estudiantina, 3 – Nocturno (Noche de Madrid), y 4 – Fiesta. Compost l'any 1949 i estrenat l'any següent per l'Agrupació Nacional de Música de Cambra.

### Música escènica
- El final de don Álvaro (Carlos Fernández Shaw sobre l'obra d'Ángel de Saavedra Duc de Rivas), Òpera en dos actes (17 d'abril de 1911, Madrid)
- Astucia de mujer o La boda del Montseny (Francisco de Iracheta), sarsuela en un acte (1912, Madrid)
- La flor del agua (Víctor Said Armesto), drama musical en dues escenes op. 15 (1914, Madrid)
- La tragedia del beso (Carlos Fernández Shaw sobre la història de Paolo i Francesca de Dante Alighieri), Òpera en un acte op. 22 (1915, Madrid)
- El Avapiés (Tomás Borrás), drama líric en tres actes op. 30 (1919 Madrid)
- Fantochines (Tomás Borrás), òpera de cambra en un acte per a titelles, op. 36 (21 de novembre de 1923, Teatro de la Comedia, Madrid; estrenada al Teatre Barcelona de Barcelona el 15 de març de 1924)
- La malquerida (Federico Romero i Guillermo Fernández-Shaw sobre el drama rural de Jacinto Benavente), òpera en tres actes op. 69 (1939, Barcelona)
- Lola, la piconera (sobre l'obra de José María Pemán), òpera en tres actes op. 109 (1950, Gran Teatre del Liceu, Barcelona)
- El burlador de Toledo (Tomás Borrás/Emilio Ferraz Revenga), sarsuela en 2 actes op. 62 (5 de febrer de 1965, Teatro de la Zarzuela, Madrid)
- El joven piloto, sarsuela en col·laboració amb Juan Tellería
- Las viejas ricas, sarsuela en col·laboració amb Juan Tellería.

## Obra literària
- Escritos de Conrado del Campo. Recull i comentaris d'Antonio Iglesias. Madrid: Alpuerto, 1984.
- Tratado de Armonia, en col·laboració amb Bartolomé Pérez Casas i Benito García de la Parra

## Llista d'alumnes
- Manuel Moreno-Buendía,
- José Moreno Bascuñana,[2]
- José Luis Iturralde Pérez,[3]
- Antonio Iglesias Álvarez (1918-2011),[4]
- Enrique Franco (1920-2009)[5]
- Manuel Castillo (1930-2005)
- Gerardo Gombau,[6]
- José María Alcácer Martínez,
- Francisco Escudero,
- Cristóbal Halffter, Enrique Franco,
- Amadeo Roldán,
- Domingo Santa Cruz,
- Jesús García Leoz,
- Àngel Barrios Fernández,
- Javier Alfonso,
- José Muñoz Molleda,
- Ernesto Rosillo Pérez,
- Miguel Alonso Gómez[7]
- Victorino Echevarría López.
- Evaristo Fernández Blanco (1902-1993).
- Roberto Pla Sales (1915-2004).[8]